# مؤسسة الأسلحة الذرية
مؤسسة الأسلحة الذرية ( AWE ) هي منشأة بحثية تابعة لوزارة الدفاع في المملكة المتحدة مسؤولة عن تصميم وتصنيع ودعم الرؤوس الحربية للأسلحة النووية في المملكة المتحدة . وهي خليفة لمؤسسة أبحاث الأسلحة الذرية ( AWRE ) مع موقعها الرئيسي في سلاح الجو الملكي البريطاني السابق ألدرماستون ولديها مرافق رئيسية في بورغفيلد ، وبلاكنيست، وآر إن إيه دي كولبورت .
مؤسسة الأسلحة الذرية كشركة عمومية محدودة ، المسؤولة عن العمليات اليومية لها، مملوكة لوزارة الدفاع بالمملكة المتحدة وتعمل كهيئة عامة غير إدارية .
حتى يونيو 2021، كانت الشركة مملوكة لاتحاد يضم مجموعة جاكوبس الهندسية ، وشركة لوكهيد مارتن في المملكة المتحدة، وشركة سيركو من خلال مؤسسة الأسلحة الذرية للإدارة المحدودة ، التي عقدت عقدًا مدته 25 عامًا (حتى مارس 2025) لتشغيل مؤسسة الأسلحة الذرية، على الرغم من أن جميع المواقع ظلت مملوكة لشركة مؤسسة الأسلحة الذرية. حكومة المملكة المتحدة التي كان لها نصيب ذهبي في مؤسسة الأسلحة الذرية. في نوفمبر 2020، أُعلن أن وزارة الدفاع قد أطلقت نقطة فسخ العقد وستستحوذ على ملكية مؤسسة الأسلحة الذرية في يوليو 2021.
المؤسسة هي الوجهة النهائية لمسيرة ألدرماستون التابعة لحملة نزع السلاح النووي من ميدان ترفلغار في لندن . تم تصور أول مسيرة ألدرماستون من قبل لجنة العمل المباشر وتم تنظيمها في عام 1958.

## أنظر أيضاً
- اتفاقية الدفاع المشترك بين الولايات المتحدة والمملكة المتحدة
- مؤسسة أبحاث الطاقة الذرية
- عملية المرساة
- وليام بيني
- سبائك الأنبوب

## روابط خارجية
- الموقع الرسمي
- History of AWE